# Min favorithustru
Min favorithustru är en amerikansk film från 1940 i regi av Garson Kanin. Filmen Oscarsnominerades i tre kategorier, bästa berättelse, bästa musik och bästa scenografi.

## Handling
Efter sju år räddas Ellen från en öde ö där hon varit strandsatt, bara för att få veta att hennes man Nick precis ska gifta om sig med en annan kvinna, Bianca.

## Rollista
- Irene Dunne - Ellen Wagstaff Arden
- Cary Grant - Nick Arden
- Randolph Scott - Stephen Burkett
- Gail Patrick - Bianca Bates
- Ann Shoemaker - Ma
- Scotty Beckett - Tim
- Mary Lou Harrington - Chinch
- Donald MacBride - hotellanställd
- Hugh O'Connell - Johnson
- Granville Bates - domaren
- Pedro de Cordoba - dr. Kohlmar